# Бабино (платформа)
Ба́бино — платформа Санкт-Петербургского отделения Октябрьской железной дороги. Расположена в одноимённом посёлке в составе Трубникоборского сельского поселения Тосненского района Ленинградской области.

## История
Бывшая станция, в составе Санкт-Петербурго-Московской железной дороги,была открыта в 1 (13) ноября 1851 года под названием Бабинская и относилась к IV классу. Приказом МПС № 227 от 21 декабря 1850 года утверждено название станции.
С 8 (20) сентября 1855 года станция в составе Николаевской железной дороги. В 1863 году станция получила нынешнее название. В 1864 и 1892 году произведена переделка и удлинение платформ, 1866 году построен пассажирский дом (вокзал), в 1913 году произведён капитальный ремонт пассажирского здания,площадью  24,27 кв.саж.

БАБИНО — станция Николаевской железной дороги при реке Равани.
 
Строений — 8, в том числе жилых — 6. Два трактира, мелочная лавка.

Число жителей по приходским сведениям 1879 г.: 32 м. п., 13 ж. п.; (1884 год)

С 27 февраля 1923 года станция в составе Октябрьской железной дороги. Приказом НКПС № 1028 от 20 августа 1929 года станция в составе Октябрьских железных дорог.
С 1936 года станция в составе Октябрьской железной дороги.

Согласно тарифному руководству № 4 от 1936 года, станция производит операции по приёму и выдачи только повагонных грузов, допускаемых к хранению на открытых площадках.Согласно тарифному руководству № 4 от 1965 года на станции производится операции по грузам и  продажа билетов на все пассажирские поезда, приём и выдача багажа, в 1969 году добавляются работы по контейнерным  отправкам. На 2001 год на станции производится операции по грузам и  продажа билетов на все пассажирские поезда, приём и выдача багажа.
Официально станция переведена в остановочный пункт  приказом Росжелдора № 314 от 23 июня 2016 года, производимые операции: посадка и высадка пассажиров на пригородные и местные поезда, прием и выдача багажа не производится.
В 1971 году присвоен код ЕСР № 0612, 1975 году присвоен новый код ЕСР № 06120., с 1985 года новый код АСУЖТ (ЕСР) № 042304.
В 1982 году станции присвоен код Экспресс-2 № 34143, с 1994 года новый код Экспресс-3 № 2004143.
На 2016 год  код АСУЖТ (ЕСР) № 042342

## Современность
Имеет 2 боковые высокие платформы. У юго-восточного конца платформ расположен железнодорожный мост через реку Равань. У северо-западного конца платформ имеется пешеходный переход через пути. Станционные служебные помещения находятся с юго-западной стороны путей. Билетных касс и зала ожидания платформа не имеет.
На платформе останавливаются почти все пригородные электропоезда из Санкт-Петербурга.

## Фотографии

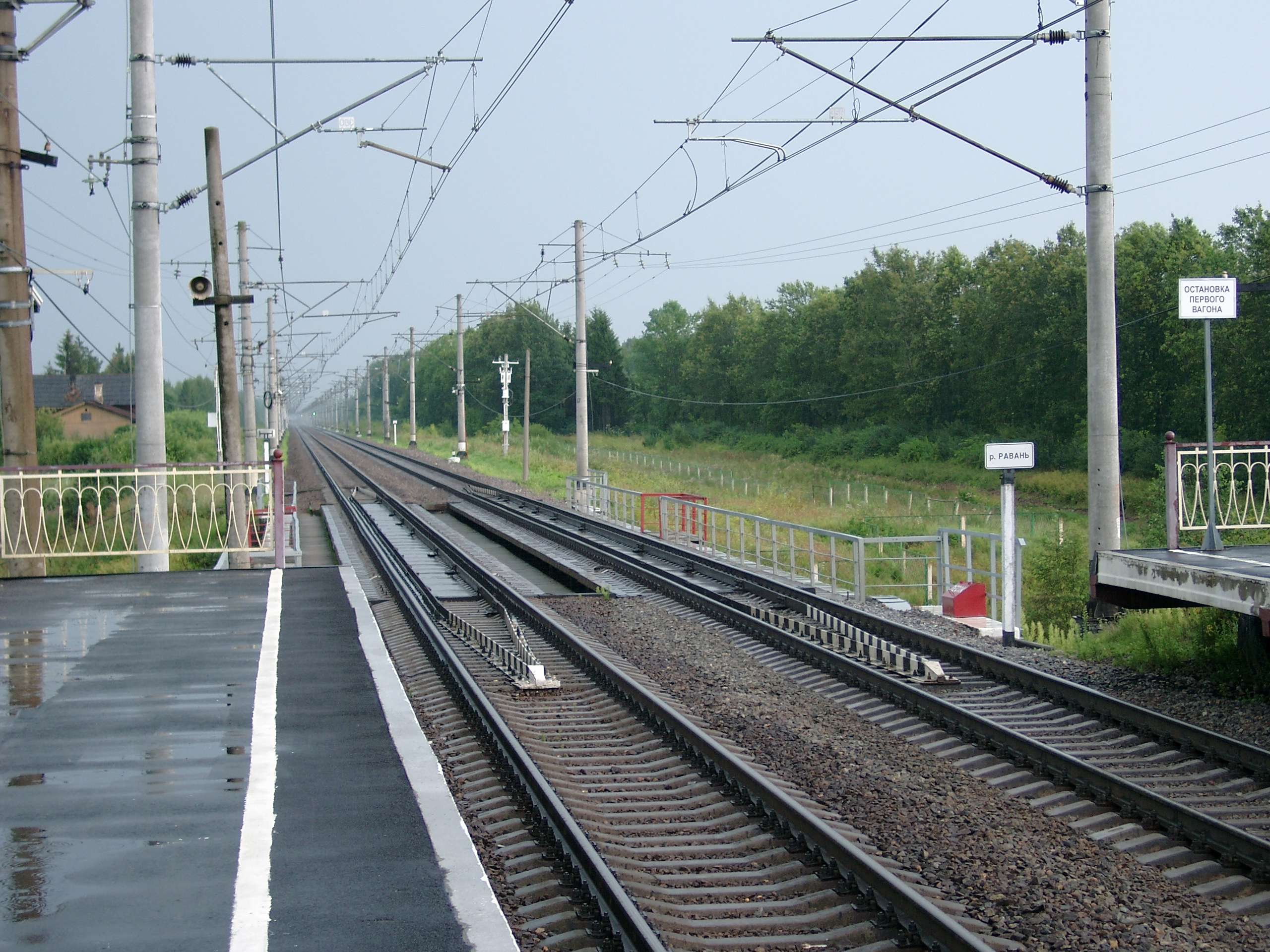
Вид в юго-восточном направлении, в сторону платформы Бабино-2
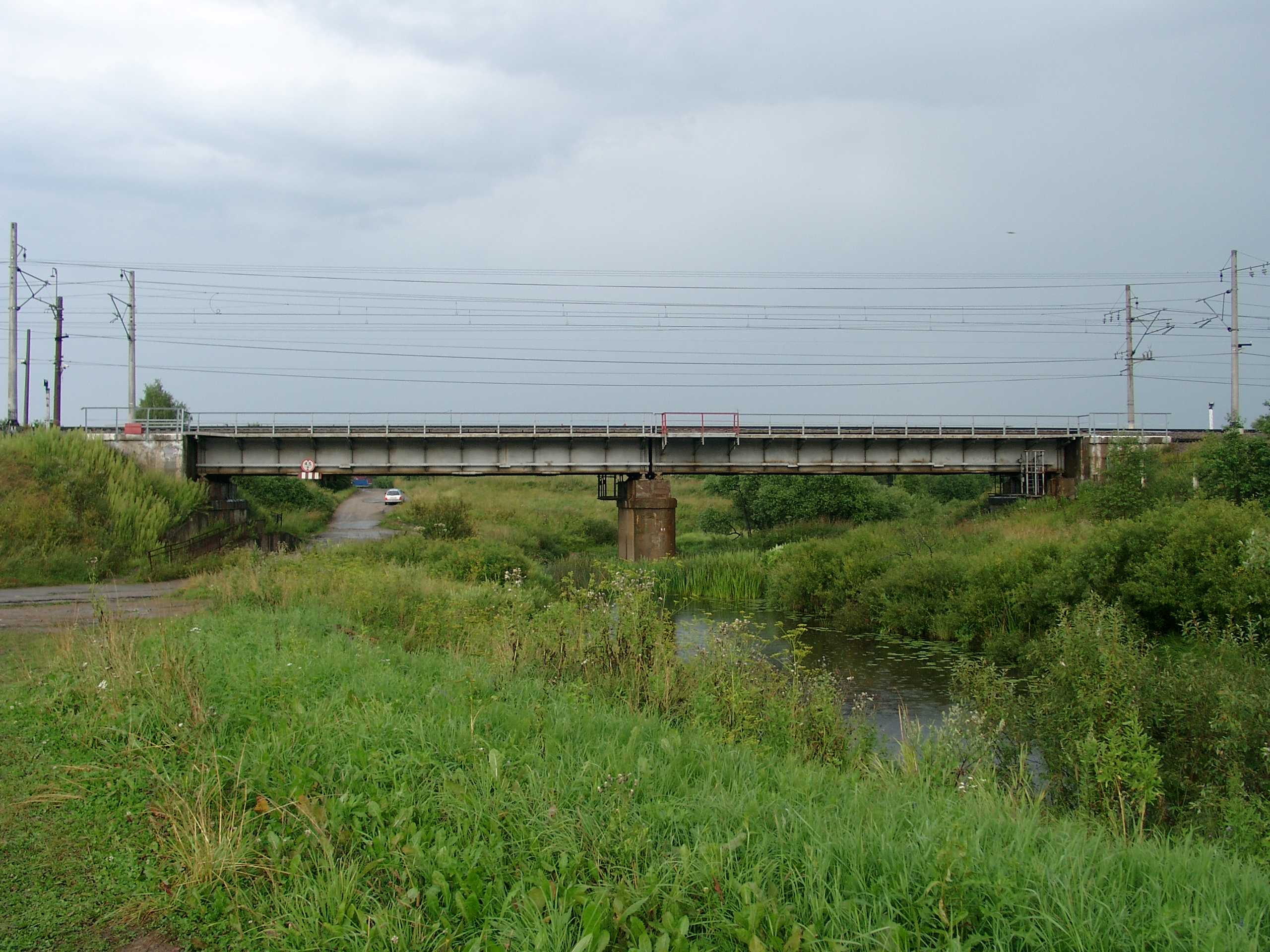
Железнодорожный мост через реку Равань
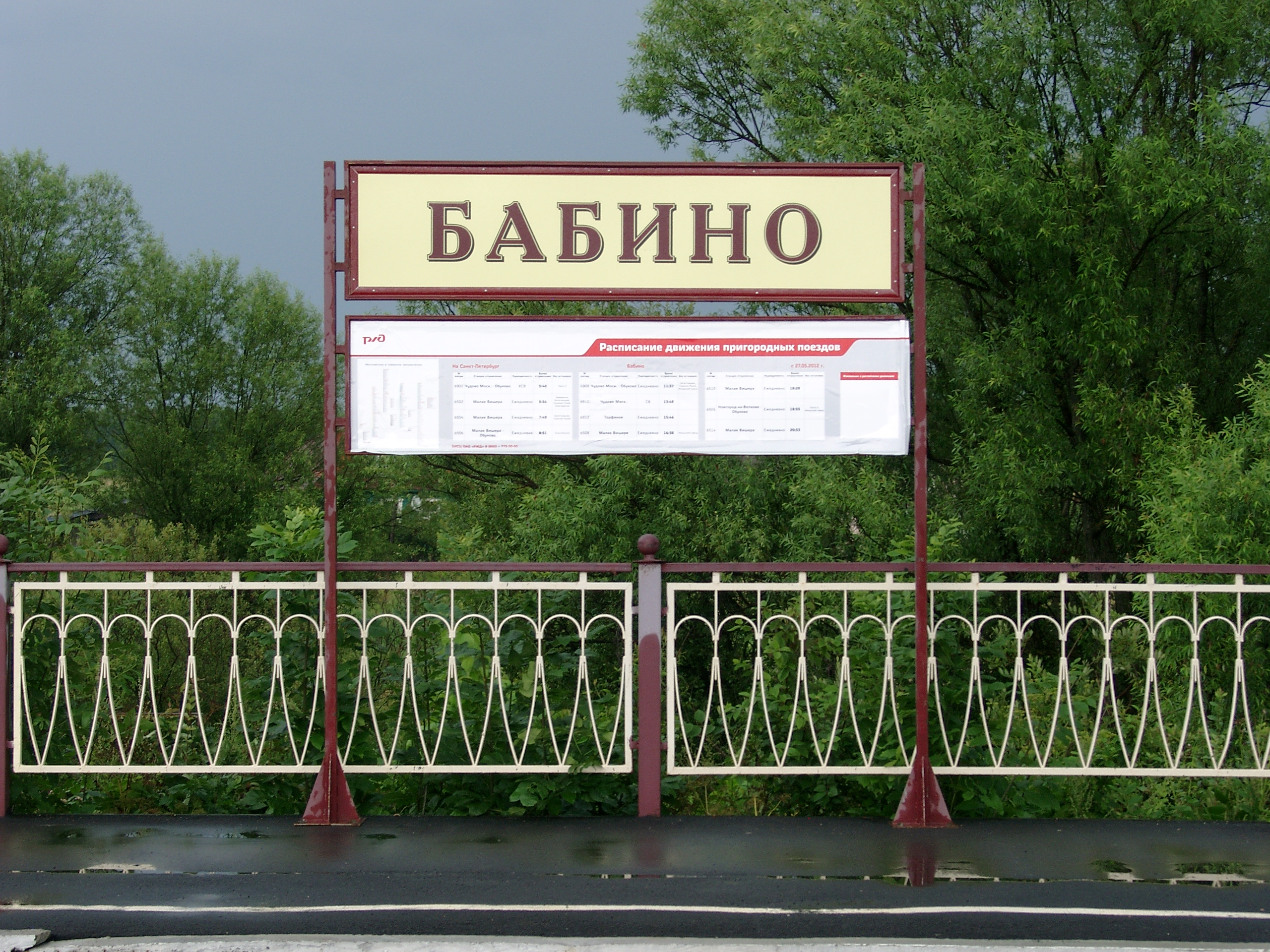
Указатель с названием платформы и расписанием электропоездов
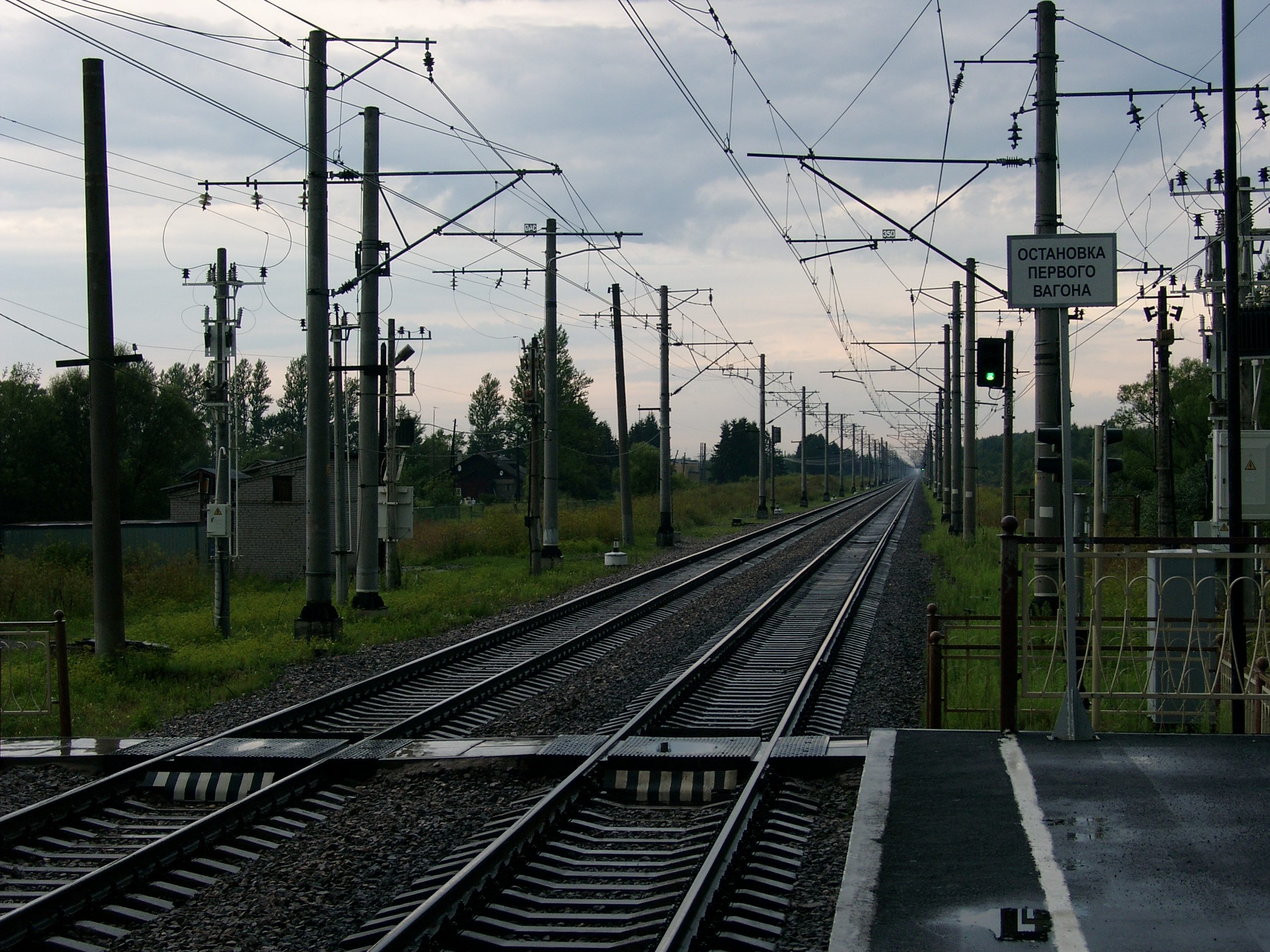
Вид в северо-западном направлении, в сторону платформы Трубниково
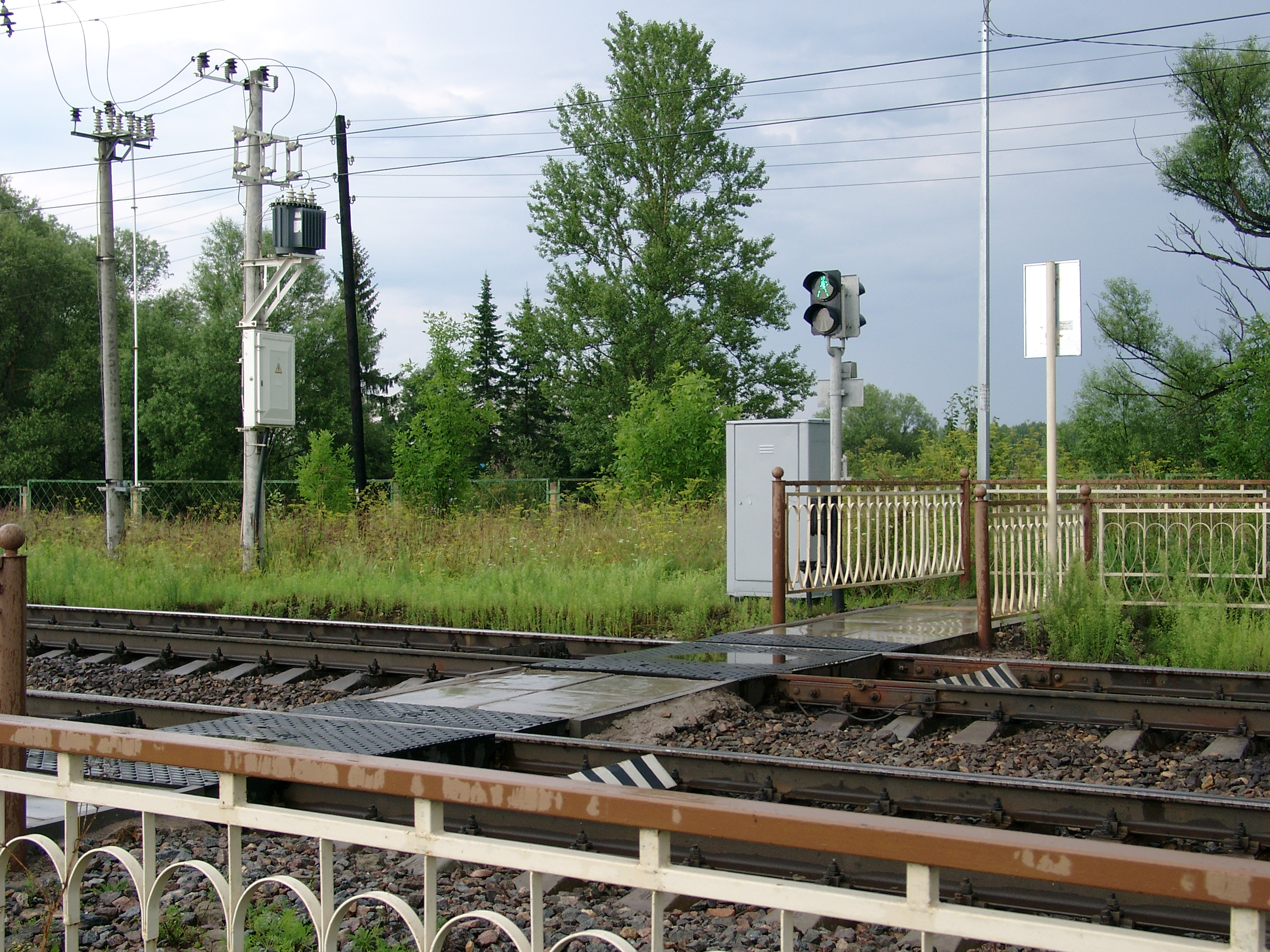
Пешеходный переход через пути

### Расписание электропоездов
- Расписание электропоездов на сайте СЗППК
- Расписание электропоездов на Яндекс.Расписаниях
- Расписание электропоездов на tutu.ru